# Andrée Guillaume-Vanderroost
Pour les articles homonymes, voir Guillaume.
Andrée Vanderroost, (née le 2 décembre 1940 est une femme politique belge, députée francophone bruxelloise sous la bannière du PS. 
Elle était institutrice. Son mari, François Guillaume, est un homme politique belge.

## Carrière politique
- Membre du parlement de la Région de Bruxelles-Capitale
  - de 1989 à 1999